# The Long Dark
『The Long Dark』はHinterland Studioが開発したサバイバルアドベンチャーゲーム。
PC版がSteamで2017年8月1日に発売された。Epic Gamesでは2020年12月20日に発売。また日本国外では家庭用ゲーム機向けにも発売されたが、日本では未発売である。略称は『TLD』

## 概要
磁気嵐によって各種インフラが壊滅した雪の降るカナダを舞台にしたサバイバルアドベンチャーである。開発はHinterland Studioであり、クラウドファンディングサイトであるKickstarterにて資金を調達し、2017年8月1日に発売された。サバイバルモードとストーリーモードがある。

## あらすじ
マッケンジーとグリーンウッド医師が搭乗していた飛行機が北カナダの山中に墜落してしまい、二人は離れ離れになってしまう。マッケンジーは何とか生き残り、グリーンウッド医師を探し出すために探索し始める。

## ゲーム内容
本作ではサバイバルモードとストーリーモードがありまたチャレンジモードがプレイ可能である。

### サバイバルモード
サバイバルモードではスポーンするエリアをプレイヤーが選択することができる。サバイバルモードの目的は可能な限りプレイヤーが生き残ることであり、食料や水、薬品などのアイテムや斧やナイフ、猟銃などの武器を使い生存するのがサバイバルモードの目的である。マップ内には数多くの動物が生息しており、鹿やクマ、オオカミなどの野生動物が存在している。アイテムやツールは段々と劣化していき、プレイヤーは修理しなければならない。慎重な決断が迫られる。また食中毒などの病気になることもあり、非常にリアリティの高いゲームシステムとなっている。サバイバルモードでは難易度が選択でき、難易度は主に5つある。

### ストーリーモード
ストーリーモードではストーリーに沿ったゲームプレイができる。全部で5エピソードがあり、順次実装される予定である。
エピソード1 Do not go gentle
エピソード2 Luminance fugue
エピソード3 Crossroads elegy
エピソード4 Fury then silence
エピソード5 未定

## 登場人物
ウィリアム・マッケンジー
今作のプレイアブルキャラクターのうちの一人。カナダの片田舎に住んでいる飛行機パイロット。
アストリッド・グリーンウッド

## 評価
このゲームは"ベストアートディレクション" "ベストゲームデザイン" "ベストミュージック/サウンドデザイン"にノミネートされ、2018年のウェビー賞で"ベストライティング "ストラテジー/シミュレーション"賞を受賞した。